# Tamba albidalis
Tamba albidalis är en fjärilsart som beskrevs av Walker 1865. Tamba albidalis ingår i släktet Tamba och familjen nattflyn. Inga underarter finns listade i Catalogue of Life.